# 穆罕默德·法伊鲁兹
穆罕默德·法伊鲁兹（英語：Mohammed Fairouz，1985年11月5日—），阿拉伯裔美国作曲家。

## 生平
生于纽约，7岁时就曾为王尔德的一首诗谱曲，曾在新英格兰音乐学院和柯蒂斯音乐学院学习，师从过的作曲家包括利盖蒂、理查德·丹尼尔波、哈利姆·埃尔-达巴、冈瑟·舒勒等。虽然是青年一代作曲家，但作品众多，包括多部歌剧和交响曲等，他经常从中东的各民族、各宗教文化中获取创作灵感。法伊鲁兹得到过很多乐团、机构的委约，不少作品都有录音。